# 中務修良
中務 修良（なかつかさ のぶよし、1986年7月20日 - ）は、日本の男性総合格闘家。三重県津市出身。NOMAD所属。第2代WARDOG CAGE FIGHTストロー級王者。
2021年頃までは『N.O.V』というリングネームで活動。以降は本名。

## 来歴
子供の頃にいじめを受けて不登校になるも、ボクシング漫画の「はじめの一歩」を読み感銘を受けて、格闘技の世界に身を投じた。久居高校ではレスリング部に所属、レスリング引退後ボクシング部を設立、高校卒業後に山本“KID”徳郁の主宰するジム『KILLER BEE』に入会。そこで総合格闘家になることを決意。
その後、アマチュアDEEP公武堂ファイトで優秀賞・MVPを獲得。2017年にSAW全国関節道選手権-60kg級優勝、無差別級準優勝。2018年にWARDOGでプロデビューを果たした。
2019年7月14日、WARDOG CAGE FIGHT 22でWARDOG ストロー級タイトルマッチを行い、ふじい☆ペリーと対戦し、2Rにリアネイキッドチョークで一本勝ちを収め、WARDOGストロー級王者となった。
その後、RIZIN出場を期に、ストロー級とフライ級の両方で試合をするようになり、さらに三重県の応援してくれる人に対してリングネームが少し説明しづらかったことと、父や母など家族に「自分の名前で戦っているよ」という事を見せたいとして、リングネームを『N.O.V』から本名の『中務修良（なかつかさ のぶよし）』に変更した。

### RIZIN
2022年4月16日、RIZIN初出場となったRIZIN TRIGGER 3rdで征矢貴と対戦し、2Rにパウンドを受けてTKO負けを喫した。
2022年7月2日、RIZIN.36で元パンクラス3階級制覇王者の砂辺光久と対戦し、1Rにタックルでテイクダウンした後、砂辺の立ち際にパンチでダウンを奪い、パウンドによるTKO勝ちを収めた。
2025年3月30日、2年8ヶ月ぶりのRIZIN参戦となるRIZIN.50で第4代DEEPストロー級王者の越智晴雄と対戦し、3Rにギロチンチョークで逆転一本負けを喫した。

## 戦績

### プロ総合格闘技
| 総合格闘技 戦績 | 総合格闘技 戦績 | 総合格闘技 戦績 | 総合格闘技 戦績 | 総合格闘技 戦績 | 総合格闘技 戦績 | 総合格闘技 戦績 |
| --------------- | --------------- | --------------- | --------------- | --------------- | --------------- | --------------- |
| 17 試合         | (T)KO           | 一本            | 判定            | その他          | 引き分け        | 無効試合        |
| 11 勝           | 4               | 6               | 1               | 0               | 0               | 0               |
| 6 敗            | 3               | 2               | 1               | 0               | 0               | 0               |

| 勝敗 | 対戦相手                       | 試合結果                             | 大会名                                                             | 開催年月日     |
| ×    | 越智晴雄                       | 3R 1:22 ギロチンチョーク             | RIZIN.50                                                           | 2025年3月30日  |
| ○    | 多湖力翔                       | 5分2R終了 判定3-0                    | DEEP 121 IMPACT                                                    | 2024年9月16日  |
| ×    | ショーン・ガウチ               | 1R 1:27 TKO（右ストレート→パウンド） | HEX Fight Series 30 【HEX VACANTフライ級タイトルマッチ】           | 2024年5月3日   |
| ○    | キム・テフン                   | 1R 0:32 TKO（パウンド）              | GFC 10 Dream                                                       | 2023年11月5日  |
| ○    | エイドリアン・バトト・ジェマー | 1R 3:39 ヒールホールド               | GLADIATOR 021 in OSAKA                                             | 2023年3月26日  |
| ○    | 砂辺光久                       | 1R 1:40 TKO（スタンドパンチ）        | RIZIN.36                                                           | 2022年7月2日   |
| ×    | 征矢貴                         | 2R 3:29 KO（グラウンドパンチ）       | RIZIN TRIGGER 3rd                                                  | 2022年4月16日  |
| ○    | 蒔田真吾                       | 1R 1:05 TKO                          | GLADIATOR 016 in OSAKA                                             | 2022年1月23日  |
| ○    | MAGISA                         | 2R 4:54 リアネイキッドチョーク       | WARDOG CAGE FIGHT 34 【WARDOG CAGE FIGHTストロー級タイトルマッチ】 | 2021年10月24日 |
| ×    | 木村旬志                       | 1R 0:05 KO                           | GLADIATOR 014 in OSAKA                                             | 2021年6月27日  |
| ○    | 榊原徹                         | 2R 3:45 TKO                          | ZST.69                                                             | 2020年11月22日 |
| ○    | 大貴                           | 1R 4:47 リアネイキッドチョーク       | GRACHAN43                                                          | 2020年1月26日  |
| ○    | ふじい☆ペリー                  | 2R 4:04 リアネイキッドチョーク       | WARDOG CAGE FIGHT 22 【WARDOG CAGE FIGHTストロー級王座決定戦】     | 2019年7月14日  |
| ×    | 大翔                           | 5分5R終了 判定0-3                    | WARDOG CAGE FIGHT 20 【WARDOG CAGE FIGHTフライ級王座決定戦】       | 2019年1月27日  |
| ○    | 遊人                           | 1R 1:07 リアネイキッドチョーク       | WARDOG CAGE FIGHT 19                                               | 2018年10月28日 |
| ○    | ヒロヤ                         | 1R 4:50 ヒールホールド               | WARDOG CAGE FIGHT 18                                               | 2018年7月22日  |
| ×    | 大翔                           | 1R 3:23 三角絞め                     | WARDOG CAGE FIGHT 17                                               | 2018年4月29日  |

## 獲得タイトル
- 第2代WARDOG CAGE FIGHTストロー級王座（2019年）